# ایو (رپر)
 ایو (انگلیسی: Eve؛ زادهٔ ۱۰ نوامبر ۱۹۷۸) یک موسیقی‌دان اهل ایالات متحده آمریکا است. وی از سال ۱۹۹۸ میلادی تاکنون مشغول فعالیت بوده‌است.
از فیلم‌ها یا برنامه‌های تلویزیونی که وی در آن نقش داشته‌است می‌توان به تریپل اکس، مرد جنگلی و شلاق بزن اشاره کرد.